# Antonia ovata
Antonia ovata là một loài thực vật có hoa trong họ Mã tiền. Loài này được Pohl mô tả khoa học đầu tiên năm 1831.

## Hình ảnh

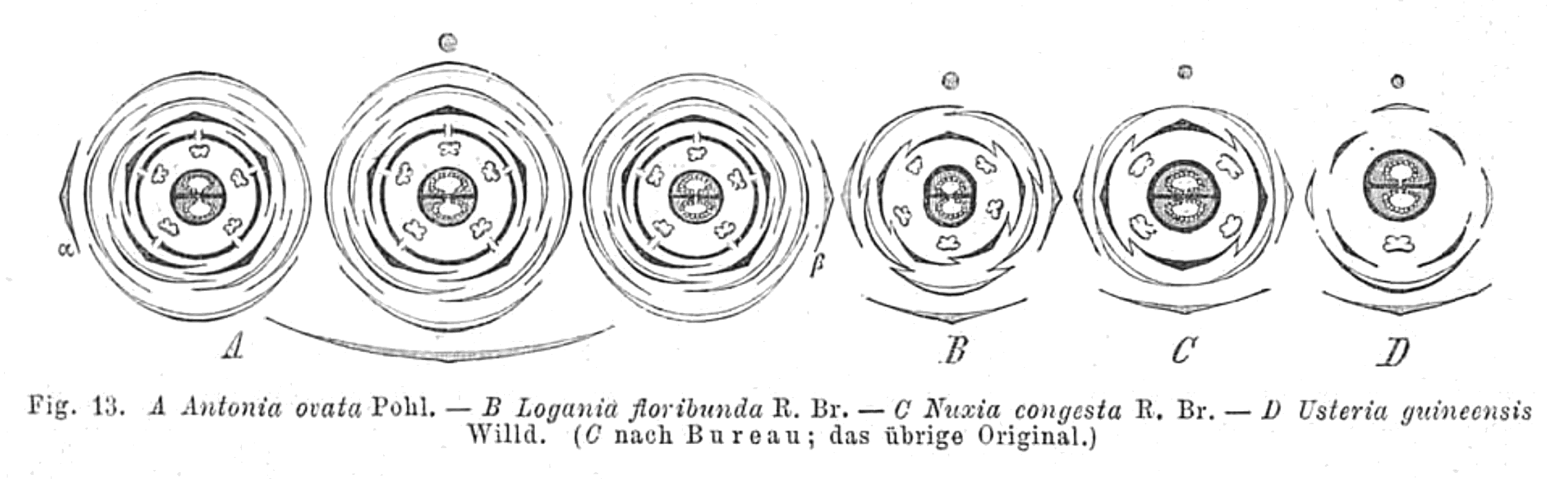
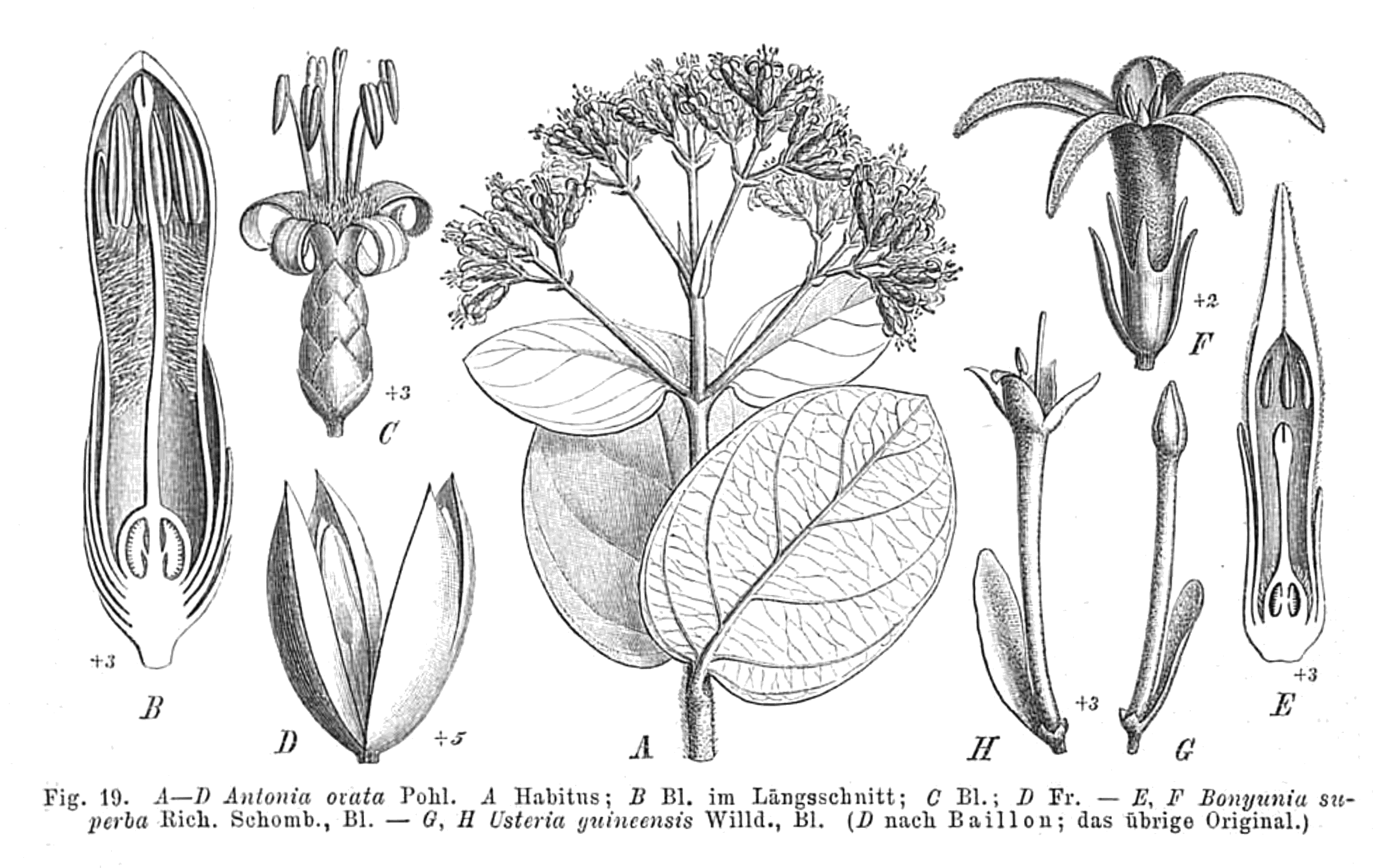